# Winne (Breitungen)
Winne ist ein weilerartiger Ortsteil von Breitungen/Werra im Landkreis Schmalkalden-Meiningen in Thüringen. Der Ortsteil ist in drei Abschnitte unterteilt, Untere-Winne, Hof-Winne und Obere-Winne.

## Lage
Winne liegt südöstlich von Breitungen an der Landesstraße 1024, die Fambach mit Trusetal verbindet, in einem trichterförmigen Nebental der Werra, rechts und links bewaldetes Hügelland mit einigen Terrassen. Im Westen führt die Bundesstraße 19 vorüber. Danach folgen Breitungen und die Werraniederung.

## Geschichte
Die urkundliche Ersterwähnung des damals angesiedelten landwirtschaftlichen Gutes erfolgt am 13. September 1137. Zu Breitungen gehörten einige angesiedelten Einzelhöfe, die sich dann auch weiter entwickelten. Dazu gehört auch Winne. Der Hof gehörte zum Amt Herrenbreitungen in der hessischen Herrschaft Schmalkalden, später zur Gemeinde Herrenbreitungen und kam erst 1944 zu Thüringen.

## Persönlichkeiten
- Tamara Danz (1952–1996), Sängerin und Frontfrau der Gruppe Silly.